# 梅費爾 (加利福尼亞州克恩縣)
梅費爾（英語：Mayfair）是位於美國加利福尼亞州克恩縣的一個非建制地區。該地的面積和人口皆未知。

## 地理
梅費爾的座標為35°20′11″N 118°54′51″W / 35.33639°N 118.91417°W，而該地的平均海拔高度為133米（即436英尺）。